# Gatupolitikens lagar
Gatupolitikens lagar (ISBN 91-86474-47-2) är en juridisk handbok för politiska aktivister. Utgiven 2005 på Federativs förlag med medarbetare från bland annat Vänsterjuristerna. Boken ges även ut som gratis nätexemplar.
Boken behandlar bland annat det juridiska kring direkt aktion som politisk metod.
Boken har omarbetats och uppdaterats av Åsa Ågren och givits ut under namnet Aktivistens Lagbok (ISBN 9789186474638) av Federativs förlag 2012.